# 小野隆助
小野 隆助（おの りゅうすけ、天保10年4月（1839年） - 1923年（大正12年）9月4日）は、日本の幕末から明治にかけての武士・政治家。筑前共愛公衆会会長。旧姓から三木隆助とも。

## 経歴
安楽寺天満宮（神仏分離令前の太宰府天満宮の旧名称）の社家のひとつである小野加賀家に生まれる。父親は小野氏伸、伯父は幕末の勤皇家真木保臣であるところから、和漢、尊王思想を修める。三条実美をはじめとする公卿五名が小野加賀家の邸に隣接する延寿王院に3年余滞在し、その間、小野加賀家も三条実美等の警護の士の宿舎となる。この延寿王院には公卿5名が滞在したことを示す碑があり、門前には西郷隆盛、坂本龍馬が訪れたと記す案内看板がある。幕末、神官、僧侶、農民で構成された討幕軍「勇敢隊」（隊長は大野仁平）の参謀として参戦。この際、三木五六郎という変名を使っていた。
戊辰戦争における戦功から筑前福岡藩士（馬廻り役）に取り立てられる。戊辰戦争には新政府軍の参謀として参加し、三条実美の密使になった。福岡全県での騒動である「筑前竹槍一揆」では鎮撫隊の隊長として農民の暴動を抑えている。さらに、江藤新平の佐賀の乱においても福岡藩鎮撫隊長としても出陣した。太宰府天満宮神官、筑紫中学校校長、第十七銀行取締役、筑紫、那珂、宗像などの郡長を経て、1890年（明治23年）の第1回衆議院議員総選挙では福岡県第二区から出馬し衆議院議員に玄洋社系として香月恕経（同選挙区）、権藤貫一（第三区）とともに初当選。第2回、第5回総選挙で当選し通算3期務める。1898年（明治31年）7月28日、香川県知事に就任し、同年12月22日、依願免本官となり退官した。玄洋社社員。衆議院議員出馬にあたっては固辞するも、頭山満が強く説得しているが、その頭山満が評する人物像は「筑前西郷」と高い人望を集める。
後の中国特命全権公使の山座円次郎は中学修猷館の学生の時、小野に頼み込んで寺尾寿の書生にさせてもらい進学の夢を叶えた。
頭山満が始めた福陵新報（九州日報）設立に際し資金援助を求められる。日清戦争後、清国北洋艦隊の旗艦「定遠」の部材を使って自邸に「定遠館」を建てるが、現在も太宰府天満宮の境内に残っている。

## 親族
- 父方の長兄が久留米水天宮宮司の真木保臣
- 養嗣子は小野隆太郎（法務官、福岡県議、福岡市議、寺尾寿の末弟）。

## 著書
- 筑紫史談 第12集 大正6(1917).3.15. 史壇『太宰府神社と黒田如水公との関係』